# One Oxford Centre
One Oxford Centre je mrakodrap v Pittsburghu ve státě Pensylvánie. Má 46 pater a s výškou 187,5 m je pátou nejvyšší budovou ve městě. Byl navržen firmou HOK a dokončen v roce 1983.